# サンクラブリー郡
サンクラブリー郡（サンクラブリーぐん）はタイ中部・カーンチャナブリー県にある郡（アムプー）の一つ。

## 名称
旧称、ワンカ郡 (อำเภอวังกะ) 

## 歴史
1895年ワンカ郡として成立。1939年、サンクラブリー郡と改称した。1941年5月20日サンクラブリー郡は分郡に格下げされ、トーンパープーム郡の管轄下におかれた。その時、サンクラブリーは4つのタムボンからなっており、それぞれ、ノーンルー、プランプレー、ライウォー、ランプサーであった。その後、1965年7月27日、再び郡に昇格した。

## 地理
サンクラブリーはミャンマーとの国境街で、ミャンマーから逃れてきたカレン族、モン族などが多く住む。国境地帯にはスリー・パゴダ・パスがある。旧来から人のあまり入植したがらない「僻地」とされていたことから、手つかずの自然がのこり、カオ・レーム国立公園やユネスコの世界遺産に登録されたトゥンヤイ・ナレースワン野生生物保護区などの保護地区がある。

## 経済
郡内の主な産業は農業である。

## 行政区分
サンクラブリー郡は3のタムボンに分かれる。郡内にはテーサバーン（自治体）が1つ設置されており、タムボン・ノーンルーの一部がテーサバーンタムボン（タムボン自治体）・ワンカに指定されている。
1. タムボン・ノーンルー・・・ตำบลหนองลู
2. タムボン・プランプレー・・・ตำบลปรังเผล
3. タムボン・ライウォー・・・ตำบลไล่โว่